# Stictocoris hybneri
Stictocoris hybneri är en insektsart som beskrevs av Gmelin 1789. Stictocoris hybneri ingår i släktet Stictocoris och familjen dvärgstritar. Inga underarter finns listade i Catalogue of Life.